# Harua

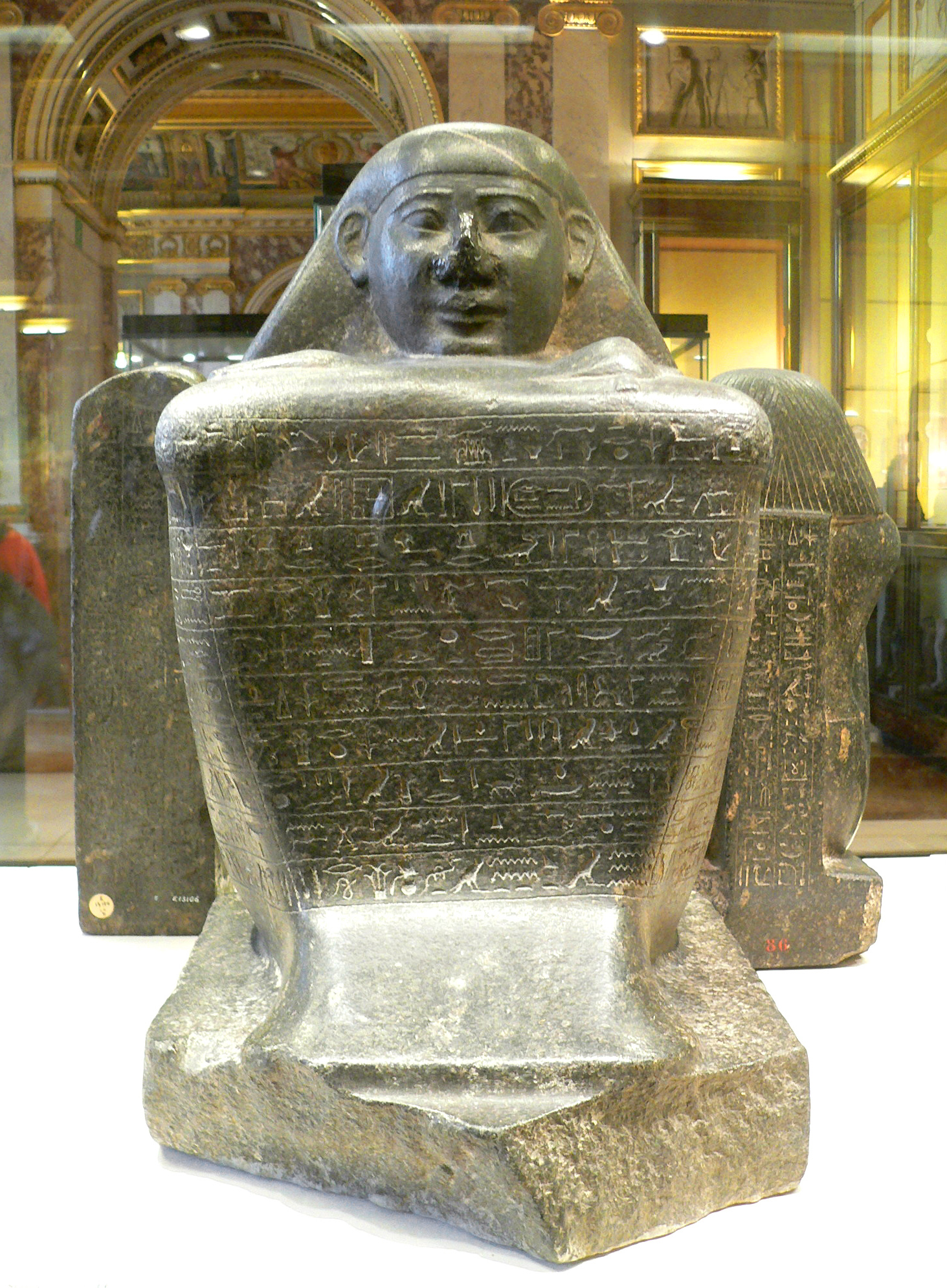
Estátua-cubo de Harua no Museu do Louvre

Harua (Harwa) foi o supremo intendente de Amenirdis I, uma das adoradoras divinas de Amon e filha do rei núbio Cáchita. Viveu no começo da XXV dinastia egípcia, em meados do século VIII a.C.
O seu pai, Padimut, era um importante sacerdote do templo de Amon em Tebas, que apoiou os núbios no desejo de conquistar o Egipto. Harua faria o mesmo, sendo provável que a sua lealdade fosse recompensada com a atribuição de um importante cargo em Tebas. 
Conhecem-se oito estátuas de Harua, repartidas pelos vários museus do mundo, nas quais existem inscrições que relatam o quanto era apreciado por Amenirdis e pelo rei Piiê. 
Foi sepultado num túmulo subterrâneo inacabado em Assasif (perto de Luxor), que foi descoberto em 1995 pelo egiptólogo italiano Francesco Tiradritti. A dimensão do túmulo (superfície de 4500 metros) é uma das maiores da época, ultrapassando mesmo a dos reis. Os funcionários reais que o sucedem seguirão o exemplo e mandarão erguer em Assasif os seus túmulos. Neste túmulo foi encontrada uma figurinha chabti com inscrições reais, que tem sido interpretada como reveladora das importantes funções desempenhas por Harua em Tebas, sendo possível que governasse o sul do Egito em nome do rei. As paredes do túmulo são reveladoras da tendência revivalista da arte deste período, que procurava reviver os conceitos do tempo do Império Antigo. A sua vida estava gravada numa das paredes, onde se vê Harua a ser conduzido para o Além pelo deus Anúbis.